# Quelea erythrops
Quelea erythrops là một loài chim trong họ Ploceidae.
Loài chim này phân bố ở Angola, Benin, Botswana, Burkina Faso, Burundi, Cameroon, Cộng hòa Trung Phi, Tchad, Cộng hòa Congo, Cộng hòa Dân chủ Congo, Bờ Biển Ngà, Guinea Xích Đạo, Eswatini, Ethiopia, Gabon, Gambia, Ghana, Guinée, Guiné-Bissau, Kenya, Liberia, Malawi, Mali, Mozambique, Niger, Nigeria, Rwanda, São Tomé và Príncipe, Sénégal, Sierra Leone, Nam Phi, Nam Sudan, Tanzania, Togo, Uganda, Zambia, và Zimbabwe.